# Panargeiakos Athlitikos Proodeftikos Omilos
Il Panargeiakos Athlitikos Proodeftikos Omilos (in greco: Παναργειακός Αθλητικός Προοδευτικός Όμιλος Άργους) è una società calcistica greca di Argo. Milita nella Souper Ligka Ellada 2, la seconda divisione del campionato greco di calcio.

## Storia
Il Panageriakos viene fondato nel 1926 come "Παναργειακός Σύλλογος Εθνικής Φυσικής Αγωγή" o Associazione Panargiakos di Educazione Fisica Nazionale. A capo di questa associazione era lo scrittore Georgios Logothetis, che si era stabilito ad Argo dal 1923, proveniente da Spetses. Dal 1926 al 1933 partecipò solo a partite amichevoli.
Nel 1933 la squadra viene sciolta e rifondata nel 1945 come “Argos Sports Club of Argos Neos Panargiakos”. Nel 1947 partecipa per la prima volta a una competizione ufficiale, essendo nel frattempo diventato membro dell'E.P.S. Argolidokorinthia. Nel 1963 è uno dei club fondatori dell'E.P.S. Argolide, che viene istituita ufficialmente nel 1964.
Nel 1957, in qualità di campione dell'Argolidokorinthia per la stagione 1956-57, partecipò al Girone Sud del Campionato Regionale con avversarie l'OFI, il Panachaiki e l'Olympiacos Chalkida, da cui riuscì ad emergere per primo e ad aggiudicarsi la storica partecipazione al Campionato Panellenico 1956-1957.
Il Panargiakos giocò nella Lega Nazionale B, ma non riuscì mai a partecipare all'Alpha Ethniki. Nella Beta Ethniki è apparso per la prima volta negli anni '60, dove ha giocato nel 1965-66 e 1966-67, e negli anni '70, dove ha giocato ininterrottamente dal 1970-71 al 1974-75. Ha giocato di nuovo nel secondo campionato nazionale negli anni '90, dove ha giocato ininterrottamente dal 1990-91 al 1997-98. Nel 1992-93 ha sfiorato la promozione in Alpha Ethniki, chiudendo al 4º posto dietro al Panionios.
Nel 2005 ha vinto il campionato locale dell'Argolide (categoria A) ed è stato promosso alla 4ª Lega nazionale. Nel 2008 il Panargiakos ha vinto il campionato del 7º gruppo della Lega Nazionale Delta nella stagione 2007-08, la Coppa dell'Argolide e anche la Coppa greca dei dilettanti, dove ha sconfitto il Niki Polygyros.
Dalla stagione 2013-2014 ha disputato il campionato amatoriale dell'attuale 3ª Lega Nazionale, fino alla stagione 2019-20, quando è retrocesso nella Lega A1 dell'E.P.S. Argolide. Nella stagione 2021-2022 si è laureato campione dell'E.P.S. Argolida, vincendo il campionato da imbattuto ed ottenendo la promozione alla Gamma Ethniki.
Nella stagione 2023-2024 la squadra si è laureata campione ed è stata promossa in seconda divisione dopo 26 anni.

## Palmarès

### Competizioni nazionali
- Gamma Ethniki: 3

1980-1981 (gruppo 2); 1989-1990; 2023-2024 (gruppo 3)

### Competizioni regionali
- Campionato EPS Argolide: 6

1964-1965; 1969-1970; 1975-1976; 1978-1979; 2004-2005; 2021-2022
- Coppa EPS Argolide: 9

1975-1976; 1983-1984; 1985-1986; 2007-2008; 2012-2013; 2015-2016; 2018-2019; 2022-2023; 2023-2024